# Norrköpings Hedvigs distrikt
Norrköpings Hedvigs distrikt är ett distrikt i Norrköpings kommun och Östergötlands län. 
Distriktet ligger i centrala Norrköping. 

## Tidigare administrativ tillhörighet
Distriktet inrättades 2016 och utgörs av en del av området som till 1971 utgjorde Norrköpings stad.
Området motsvarar den omfattning Norrköpings Hedvigs församling hade 1999/2000 och fick 1885 efter utbrytning ur Sankt Olofs församling.